# Bloomfield (Kalifornia)
Bloomfield – jednostka osadnicza w Stanach Zjednoczonych, w stanie Kalifornia, w hrabstwie Sonoma.